# Prima Donna Kaas Huizen
Prima Donna Kaas Huizen, voorheen v.v. Huizen, is een volleybalvereniging uit Huizen in de Nederlandse provincie Noord-Holland. Het eerste herenteam van de vereniging bemachtigde in het seizoen van 2021/2022 een licentie voor de eredivisie volleybal van seizoen 2022/2023, het eerste damesteam van de vereniging speelt in tweede divisie.

## Teams seizoen 2021-2022
| Team    | Klasse      | Competitie         | Trainer/coach   | Assisenten                     |
| ------- | ----------- | ------------------ | --------------- | ------------------------------ |
| Heren 1 | Topdivisie  | Topdivisie Heren A | Albert Cristina | Arno Koster en Ronald de Joode |
| Heren 2 | 3de divisie |                    | Maarten Rebel   | Viktor Honing                  |
| Heren 3 | 2de klasse  |                    |                 |                                |
| Heren 4 | 2de klasse  |                    |                 |                                |
| Heren 5 | 4de klasse  |                    |                 |                                |
| Dames 1 | 2de divisie |                    | Michael Woud    |                                |
| Dames 3 | 2de klasse  |                    |                 |                                |
| Dames 5 | 2de klasse  |                    |                 |                                |

| Team       | Klasse 1ste helft | Klasse 2de helft | Extra toernooien |
| ---------- | ----------------- | ---------------- | ---------------- |
| Jongens A1 | Hoofdklasse       | Topklasse        | NOJK             |
| Jongens A2 | Eersteklasse      | Eersteklasse     |                  |
| Jongens A3 | Tweedeklasse      | Tweedeklasse     |                  |
| Jongens B1 | Hoofdklasse       | Topklasse        | NOJK, NGJK       |
| Jongens B2 | Eersteklasse      | Hoofdklasse      |                  |
| Jongens C1 | Hoofdklasse       | Topklasse        | NOJK             |
| Jongens C2 | Eersteklasse      | Eersteklasse     |                  |
| Meiden A1  | Hoofdklasse       | Topklasse        | NOJK             |
| Meiden A2  | Eersteklasse      | Eersteklasse     |                  |
| Meiden A3  | Eersteklasse      | Eersteklasse     |                  |
| Meiden B1  | Hoofdklasse       | Hoofdklasse      | NOJK             |
| Meiden B2  | Eersteklasse      | Eersteklasse     |                  |
| Meiden B3  | Tweedeklasse      | Tweedeklasse     |                  |
| Meiden C1  | Tweedeklasse      | Tweedeklasse     | NOJK             |

*NOJK staat voor Nederlandse Open Jeugd Kampioenschappen; hier in kunnen alle spelers van de bepaalde leeftijd categorie van een club aan mee doen.
*NGJK staat voor Nederlandse Gesloten Jeugd Kampioenschappen; hier in komende de 4 kampioen jeugd teams van de bepaalde leeftijdcategorie bij elkaar uit de topklasse om te spelen voor beste jeugdteam van Nederland.